# Coleman Hawkins

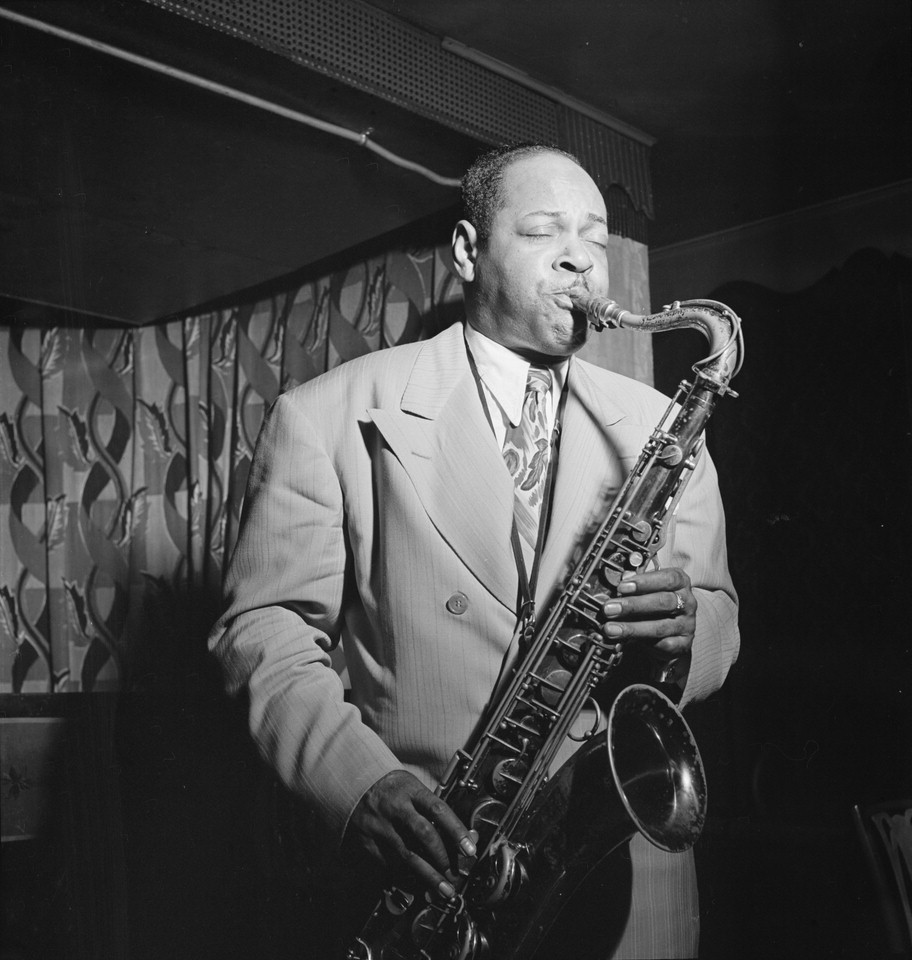
Coleman Hawkins im Spotlite Club, etwa September 1947.
Fotografie von William P. Gottlieb.

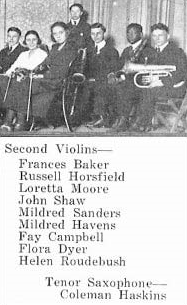
Coleman Hawkins (in der Liste fälschlich als „Haskins“ bezeichnet) aufgenommen im Topeka High School Orchestra, aus dem Jahrbuch 1921.

Coleman „Hawk“ Hawkins (* 21. November 1904 in St. Joseph, Missouri; † 19. Mai 1969 in New York) war ein US-amerikanischer Jazzmusiker (Tenorsaxophon und Klarinette). Er gilt als „Vater“ des Tenorsaxophonspiels und war neben Lester Young einer der ersten stilbildenden Solisten auf dem Instrument. In seiner von 1922 bis 1969 währenden Karriere wurde er zuletzt dem Mainstream Jazz zugeordnet, nahm aber immer wieder Herausforderungen an und spielte mit den jeweiligen Avantgardisten ihrer Zeit. Seine Spitznamen waren Hawk und Bean.

## Leben

### Frühe Jahre (1904–1934)
Coleman Hawkins stammte aus einer Mittelschichtfamilie und wuchs im Mittleren Westen der USA auf. Seine Mutter spielte Klavier und Orgel; mit vier Jahren brachte sie den jungen Hawkins dazu, Klavierspiel zu lernen; mit sieben Jahren begann er Cello zu spielen und mit neun Jahren bekam er ein C-Melody-Saxophon. Seine ersten Auftritte hatte er im Alter von zwölf Jahren bei Schulveranstaltungen in einer Trio-Besetzung mit Piano und Schlagzeug; durch diese Auftritte wurde er bald zu einer lokalen Berühmtheit. Seine Eltern schickten ihn daraufhin zur weiteren musikalischen Ausbildung nach Topeka; dort traf er mit dem Pianisten Jesse Stone und seinen Blue Serenaders zusammen und gehörte der Band einige Monate an. Deren Musik war ein Territory Jazz mit einem lockeren Two-Beat-Rhythmus.
Ab 1921 war er als Musiker in Kansas City aktiv; im April nahm die Vaudeville-Blues-Sängerin Mamie Smith den Siebzehnjährigen in ihre Begleitband Jazz Hounds auf und konnte seine Eltern überreden, ihn mit ihr auf Tournee gehen zu lassen. Hawk spielte dort Blues und New-Orleans-Jazz im Stil von King Oliver und Louis Armstrong. Sein damaliger Kollege Garvin Bushell erinnerte sich, dass Hawkins vor allem deshalb in die Band geholt wurde, weil er Noten lesen konnte; „er war auf diesem Instrument in allem weiter, als ich je gesehen hatte … Er konnte alles lesen und irrte sich in keiner einzigen Note … Und er spielte sein Saxophon nicht, als sei es eine Trompete oder Klarinette, wie es damals üblich war. Er spielte auf den Akkorden, weil er als Kind Klavier gespielt hatte.“
Anfang Mai 1922 gastierten die Jazz Hounds für Schallplatten-Aufnahmen in New York City („Mean Daddy Blues“); in dieser Zeit gab Hawkins auch Einlagen mit dem Cello. Inzwischen war er zum Star und zur Attraktion der Band geworden, bekam aber nur wenige solistische Freiräume, was ihn dazu bewog, auszusteigen und in New York zu bleiben. Dort bekam er Jobs in den Bands von Ralph Jones und Cecil Smith, bis er im angesehenen Orchester von Wilbur Sweatman landete. Dort hörte ihn Fletcher Henderson, der ihn 1924 in seine Band holte. Zunächst war er aber nur bei einigen Plattenaufnahmen anwesend, wie bei „Dicty Blues“ am 9. August 1923.
Fest zur Band gehörte er erst, als diese ein Engagement im Club Alabam bekam. Schließlich war es der Roseland Ballroom, wo er ab September 1924 an der Seite von Don Redman und Louis Armstrong zum führenden Solisten aufstieg und seinen eigenen Stil entwickelte, wie etwa in „The Stampede“ 1926 und dem Hit „Queer Notions“ 1933. In diese Zeit fiel seine erste Ehe mit einer Tänzerin namens Gertrude, die er noch aus seiner Zeit mit Mamie Smith kannte. 1929 ließen sich die beiden wieder scheiden.
„Spätestens ab 1929 war Hawkins’ Ruf als bester Tenorsaxophonist durch die Platten und Auftritte mit Fletcher Henderson unumstritten, und sein Einfluss auf andere Saxophonisten, nicht nur Tenorsaxophonisten, war überwältigend“, schrieb sein Biograph Teddy Doering. So wurde Hawkins immer häufiger zu Aufnahmen anderer Bandleader oder Produzenten herangezogen, so bei den Little Chocolade Dandies im September 1929, kurz darauf bei den McKinney’s Cotton Pickers und mit Red McKenzies Mound City Blue Blowers, mit denen er „If I Could Be with You“ einspielte. Ende 1930 wechselte die Henderson-Band vom Roseland zu Connie’s Inn, einem Kellerclub mit hohem Ansehen, aus dem Auftritte im Radio ausgestrahlt wurden.

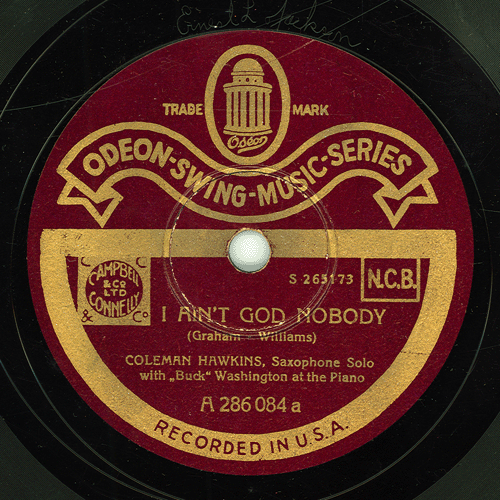
Coleman Hawkins und Buck Washington: „I Ain’t God (!) Nobody“, Duo-Aufnahme vom 8. März 1934

Ein Höhepunkt in Hawkins’ Werk bei Henderson war „It's the Talk of the Town“ von 1932, nach Joachim-Ernst Berendt wahrscheinlich die erste große Solo-Balladen-Interpretation der Jazzgeschichte. Am 29. September 1932 entstanden Hawkins’ erste Einspielungen unter eigenem Namen mit dem Engländer Spike Hughes, durch den er erfuhr, wie hoch sein Ansehen in Europa war. Zuvor hatte er einen soeben aus Europa zurückgekehrten Kollegen darüber reden gehört, wie gut dort die Arbeitsbedingungen für Musiker seien, besonders für Schwarze. Umgehend schickte er ein Telegramm an Jack Hylton, den „englischen Paul Whiteman“, in dem nur stand: „Ich möchte nach England kommen.“ Hylton antwortete schon am nächsten Tag; Hawkins nahm Urlaub bei Fletcher Henderson, weil er glaubte, nur ein oder zwei Monate in Europa zu bleiben. Letztlich blieb er aber bis 1939.
Kurz vor seiner Abreise nach Europa produzierte John Hammond im März 1934 Duoaufnahmen des Saxophonisten mit dem Pianisten Buck Washington; es scheint, als ob diese Aufnahmen („I Ain't Got Nobody“ und „It Sends Me“) teilweise mit ihrer „Schroffheit und Kühnheit aus heutiger Sicht wie ein Vorschatten des Bebop“ wirkten.
Zu der Entscheidung, eine Weile in Europa zu arbeiten, trug auch die „Entthronung“ Hawkins’ Anfang des Jahres 1934 bei, als er mit dem Henderson-Orchester in Kansas City weilte und im neu eröffneten Nachtclub Cherry Blossom auf Lester Young, Ben Webster, Herschel Evans und weitere Kansas-City-Tenoristen traf. Mary Lou Williams war Ohrenzeugin dieser Jamsession: „Bean Hawkins hatte nicht damit gerechnet, dass die Kaycee-Tenoristen so gewaltig waren, und war unsicher und konnte keine rechte Linie finden, obgleich er den ganzen Morgen spielte.“

### In Europa (1934–1939)

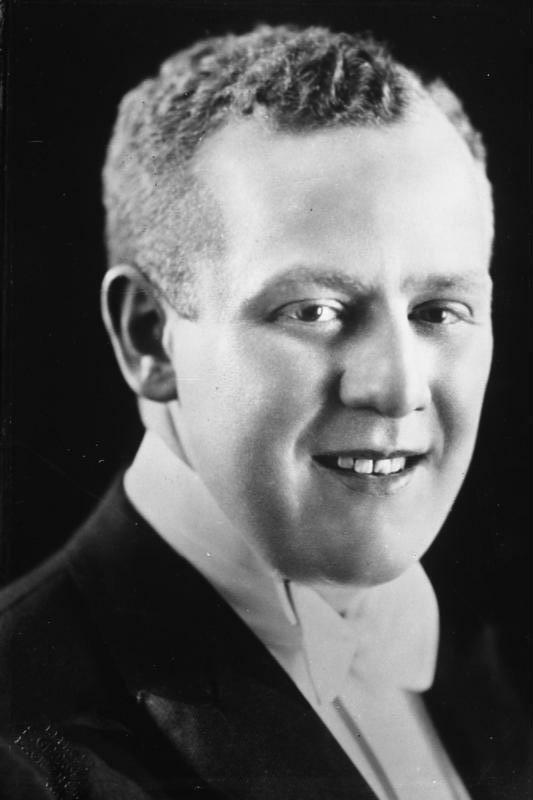
Jack Hylton

Er verließ New York am 30. März und spielte nach seiner Ankunft in London zunächst in Jack Hyltons großem Orchester wie auch in dem kleineren Ensemble, das von seiner Frau Ennis geleitet wurde; Weihnachten 1934 kam Hawkins erstmals nach Paris. Im Anschluss waren einige Auftritte in Deutschland geplant, doch das nationalsozialistische Regime verbot dem Schwarzen Hawkins die Einreise. Hylton ließ Hawkins in Holland zurück, wo dieser mit Theo Uden Masman und seinen Ramblers spielte. Die Zusammenarbeit mit den Ramblers gipfelte in drei Aufnahmesitzungen, im Februar und August 1935 („I Wanna Go Back to Harlem“). Schon nach der ersten Session beschloss Hawkins, nicht mit Hylton nach England zurückzukehren; ihn lockte Paris. Im Februar trat er bei einem Konzert mit französischen Musikern im Salle Pleyel auf, das der Hot Club de France organisiert hatte. Im März nahm er mit dem Orchester von Michel Warlop auf; mit dabei die Stars des Quintette du Hot Club de France, Django Reinhardt und Stéphane Grappelli. Anschließend ging Hawkins auf eine ausgedehnte Skandinavien-Tournee, wo er begeistert gefeiert wurde. Nach einem längeren Aufenthalt in der Schweiz fanden am 28. April 1937 seine berühmten Aufnahmen mit Benny Carter, Reinhardt und Grappelli für Swing in Paris statt, wo „Honeysuckle Rose“ und „Crazy Rhythm“ eingespielt wurden.
Das Jahr 1938 verbrachte Hawkins vorwiegend in den Niederlanden, wo er unter anderem im Negro Palace in Amsterdam spielte, und in Belgien; dort spielte er in Namur in der Band seines Landsmannes Arthur Briggs. Er versuchte eine Arbeitserlaubnis für England zu bekommen, die ihm jedoch von der Musiker-Gewerkschaft verweigert wurde. Mit einem Trick gelang es seinen englischen Fans, ihn ins Land zu holen: der Saxophon-Hersteller Selmer organisierte eine Tournee durch Großbritannien, die der „Schulung“ dienen sollte, da Hawkins nur für Musiker spielen werde. Darauf hatten die Gewerkschaften keinen Einfluss, und Hawkins ging im März/April auf England-Tournee. Danach wollte er eigentlich nach Holland zurückkehren; die angespannte politische Lage in Europa bewog ihn aber zur Rückkehr in die Vereinigten Staaten. Es kam noch zu einigen Auftritten in England, erneut mit Hylton; Hawkins wurde als „Variety-Künstler“ angekündigt. Die letzten Vorkriegsaufnahmen entstanden Ende Mai mit dem Hylton-Orchester; dann kehrte er Anfang Juli nach Holland zurück und war am 31. Juli wieder in New York.

### Swing Combos,Body and Soulund Bebop (1939–1945)
In den fünf Jahren seiner Abwesenheit hatte sich die Szene in den USA verändert; neue Saxophonisten wie Chu Berry und Ben Webster (diese hatten hintereinander Hawkins Platz bei Henderson eingenommen) hatten sich Achtung verschafft, insbesondere aber Lester Young, der nicht mehr die Konkurrenz seines wenige Monate zuvor verstorbenen Rivalen Herschel Evans fürchten musste. In diese Situation kam Coleman Hawkins zurück; und seine Rückkehr machte sofort „die Runde“. Lester Young trat gerade mit Billie Holiday auf, als Hawkins hereintrat; Rex Stewart berichtete von diesem Moment: „Bean marschierte herein, packte sein Instrument aus und spielte zu jedermanns Überraschung mit ihnen.“

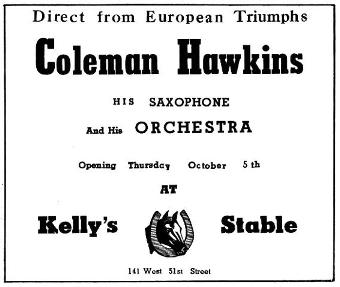
Konzertankündigung für Coleman Hawkins

Schon vor seiner Abreise in die USA hatte Coleman Hawkins seine künftigen Arbeitsmöglichkeiten abgeklärt; er hatte die Option, mit eigener Band in Kelly’s Stable (141 West, 51st Street) aufzutreten. Da seine Wunschmusiker wie Red Allen, Benny Carter, Roy Eldridge, John Kirby oder Teddy Wilson in anderen Bands erfolgreich arbeiteten, stellte er ein achtköpfiges Ensemble mit jungen Musikern und der Sängerin Thelma Carpenter zusammen. Mit seiner Band trat er im Arkadia auf, einem Tanzlokal am Broadway. Am 11. Oktober 1939 ging die Band ins Studio, um für das Label Bluebird vier Titel einzuspielen.
„Drei Stücke sind bereits im Kasten, und quasi als Dreingabe, damit zwei Platten gefüllt werden können, steht ‚Body and Soul‘ auf dem Programm, das gewöhnlich als Abschluss der Clubauftritte diente“, schrieb der Kritiker Werner Wunderlich zu der historischen Session. „Herausragende Musiker hat Hawkins nicht in seinem Ensemble, folglich ist er mit seinem Tenorsaxophon der alleinige Solist bei diesem Stück. Und genau diese, seine Version des oft gespielten Standards wird in einem Meilenstein, zu einer Jahrhundertaufnahme des Jazz, exemplarisch für eine Jazz-Ballade. Mit ‚Body and Soul‘ weist sich Coleman Hawkins als einer der ganz Großen aus, als der ‚Vater des Tenorsaxophons‘“, meinte Wunderlich in seiner Besprechung der „Jahrhundertaufnahmen des Jazz“. „Die vollendete Architektur seines Solos, in dem jeder Ton mit zugleich zwingender Logik und glühender Intensität zum nächsten führt, wurde unzähligen Generationen zur unvergesslichen Lektion über den dramaturgischen Aufbau von Improvisation“, stellt Marcus A. Woelfle fest in seinem Beitrag zu „Body and Soul“ im Buch über Jazz-Standards. Nun gelang Hawkins mit „Body and Soul“ ein überwältigendes Comeback – „Body and Soul“ war der einzige Titel, mit dem Hawkins in die Billboard Top 20 auf Rang 13 vordrang, sechs Wochen in den Hitparaden blieb und damit auch das „große Publikum begeisterte“. Der Down Beat zeichnete ihn als Tenorsaxophonist des Jahres aus, nachdem er während seiner Europa-Zeit etwas von Tenorsaxophonisten wie Lester Young in den Hintergrund gedrängt worden war.
Eine kurze Karriere hatte Coleman Hawkins als Bigband-Leader, die aber nur weniger als ein Jahr dauerte. Dokumentiert wurde dies mit zwei NCB-Rundfunksendungen, die während eines zwölfwöchigen Engagements im Savoy Ballroom entstanden sind. Das Orchester spielte eine Mischung aus Standards, weniger bekannten populären Melodien der damaligen Zeit und einigen Raritäten, wie „Asleep in the Deep“ aus dem Jahr 1897. Mitglieder seines Orchesters waren Tommy Stevenson, Joe Guy, Tommy Lindsay (Trompeten), Nelson Bryant (Trompete und Gesang), Sandy Williams, Claude Jones, Billy Kato (Posaunen), Eustis Moore, Lawrence „Jackie“ Fields (Altsaxophon), Ernie Powell (Altsaxophon und Klarinette), Kermit Scott (Tenorsaxophon), Gene Rodgers (Piano), Gene Fields (Gitarre), Billy Taylor (Kontrabass), J. C. Heard (Schlagzeug und Gesang) und Gladys Madden (Gesang).

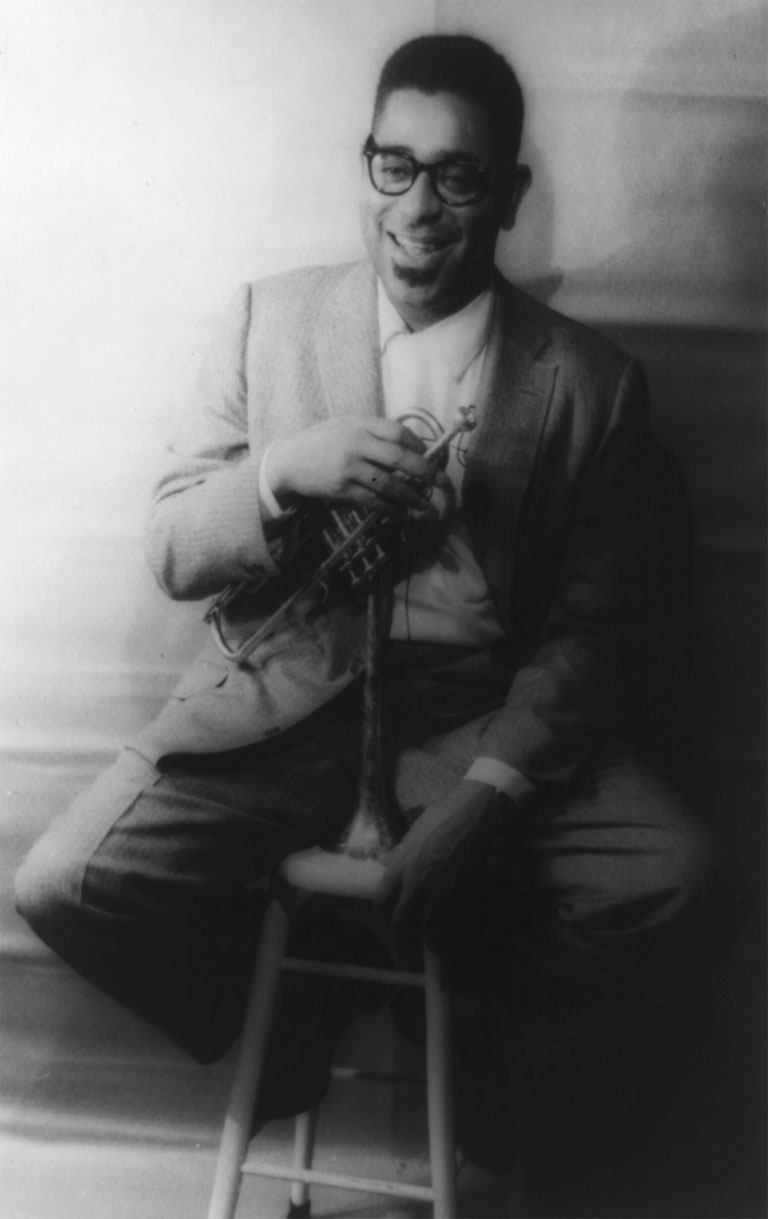
Dizzy Gillespie im Dezember 1955, Fotograf Carl van Vechten

Im Februar 1941 endete das Engagement in Kelly’s Stable; der Impresario Joe Glaser fand schließlich eine Auftrittsmöglichkeit in Dave’s Swingland in Chicago. Dort leitete er eine Band unter anderem mit Darnell Howard und Omer Simeon; es entstanden aber durch den recording ban bis 1943 keine Plattenaufnahmen. Während einer Tournee in Indianapolis vom Eintritt der Vereinigten Staaten in den Zweiten Weltkrieg überrascht, merkte er bald, dass sich die Arbeitsmöglichkeiten immens verschlechterten und kehrte mit seiner zweiten Frau Dolores Sheridan, die er in Chicago geheiratet hatte, nach New York zurück. Dort trat er am 24. Dezember erneut in Kelly’s Stable mit einem neuen Sextett auf, zu dem auch Kenny Clarke und Ike Quebec gehörten. Nach langer Abwesenheit von den Aufnahmestudios wirkte er bei einer von Leonard Feather für Commodore organisierten Session der Poll-Gewinner des Magazins Esquire mit; Hawkins’ Mitspieler waren unter anderem Art Tatum, Oscar Pettiford und Cootie Williams.
Der junge Bassist Oscar Pettiford, der Hawkins stark mit seinen kühnen harmonischen Ideen beeindruckte, war bei seinen nächsten Sessions mit Eddie Heywood beziehungsweise Ellis Larkins und Shelly Manne im Dezember 1943 dabei, die erste Bebop-Anklänge erkennen ließen („Voodte“ und „The Man I Love“). In einer All-Star-Formation unter anderem mit Armstrong, Eldridge, Jack Teagarden, Lionel Hampton, Red Norvo und Billie Holiday trat Hawkins am 18. Januar 1944 beim legendären Konzert in der Metropolitan Opera auf.
Als Mitte der 1940er-Jahre der Bebop aufkam, hatten viele ältere Musiker Probleme mit dem modernen Jazzstil; nicht so Hawkins, denn er wusste, wie viel er zu der neuen Musik beigetragen hatte. Im Februar 1944 kam es zur Begegnung mit dem Bop-Trompeter Dizzy Gillespie, dessen Titel „Woody’n You“ Hawkins daraufhin einspielte, mit dabei waren Don Byas, Clyde Hart und Max Roach; der Titel gilt als eine der frühesten Aufnahmen des kommenden Bebop. Dann holte Hawkins Mitte 1944 Thelonious Monk, dessen progressive Ideen er schätzte, für eine Tournee in sein Quartett. Danach spielte das Quartett im Downbeat Club; eine Aufnahmesession fand am 19. Oktober statt („On the Bean“, „Flyin’ Hawk“ und „Drifting on a Reed“); dies waren Thelonious Monks erste Studioaufnahmen überhaupt.

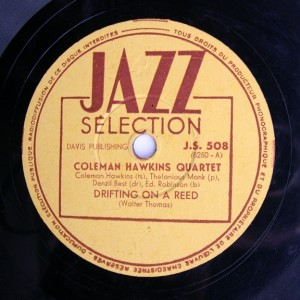
Coleman Hawkins und Thelonious Monk: „Drifting on a Reed“, Aufnahme vom 19. Oktober 1944

Coleman Hawkins arbeitete aber weiterhin mit den „Traditionalisten“ zusammen, wie mit Eldridge, Ben Webster, Earl Hines, Teddy Wilson und Cozy Cole oder mit weißen Musikern um George Wettling und Jack Teagarden. Ende 1944 nahm er – ohne Monk, der New York nicht verlassen wollte – ein Engagement in Los Angeles an; auf Pettifords Empfehlung kam der Trompeter Howard McGhee in die Gruppe; am Klavier saß Sir Charles Thompson. Nach Auftritten in Buffalo, Detroit und Chicago begannen sie am 1. Februar 1945 in Billy Berg's Club in der Vine Street in Los Angeles; damit waren Hawkins und seine Musiker die ersten, die den neuen Bebop an die Westküste der Vereinigten Staaten brachten, noch vor Dizzy Gillespie und Charlie Parker, die dort Ende des Jahres auftreten sollten.

### Die Nachkriegszeit (1945–1959)
Charlie Parker spielte im New Yorker Spotlite und hatte sich inzwischen durchgesetzt; Hawkins hörte ihm dort mit Interesse zu. Im April und Mai 1946 nahm er mit ihm sowie Lester Young, Buck Clayton, Buddy Rich und anderen an einer ausgedehnten Jazz-at-the-Philharmonic-Tournee teil; interessant war für die Zuhörer vor allem das Aufeinandertreffen von Hawkins und Lester Young. 1946 nahm er noch zusammen mit J. J. Johnson und Fats Navarro einige Balladen auf. Im Mai 1947 kehrte Hawkins nach New York zurück und spielte eine Zeit lang im Three Deuces; im Juni ’47 spielten Miles Davis, Hank Jones und Kai Winding in Hawkins’ All-Stars-Formation (Bean A Re-Bop). 1948 nahm er seine Solo-Improvisation „Picasso“ auf, eine Improvisation über die Akkorde von „Body and Soul“, die erste unbegleitete Saxophon-Soloaufnahme im Jazz; die Idee zum Titel stammte von Norman Granz.

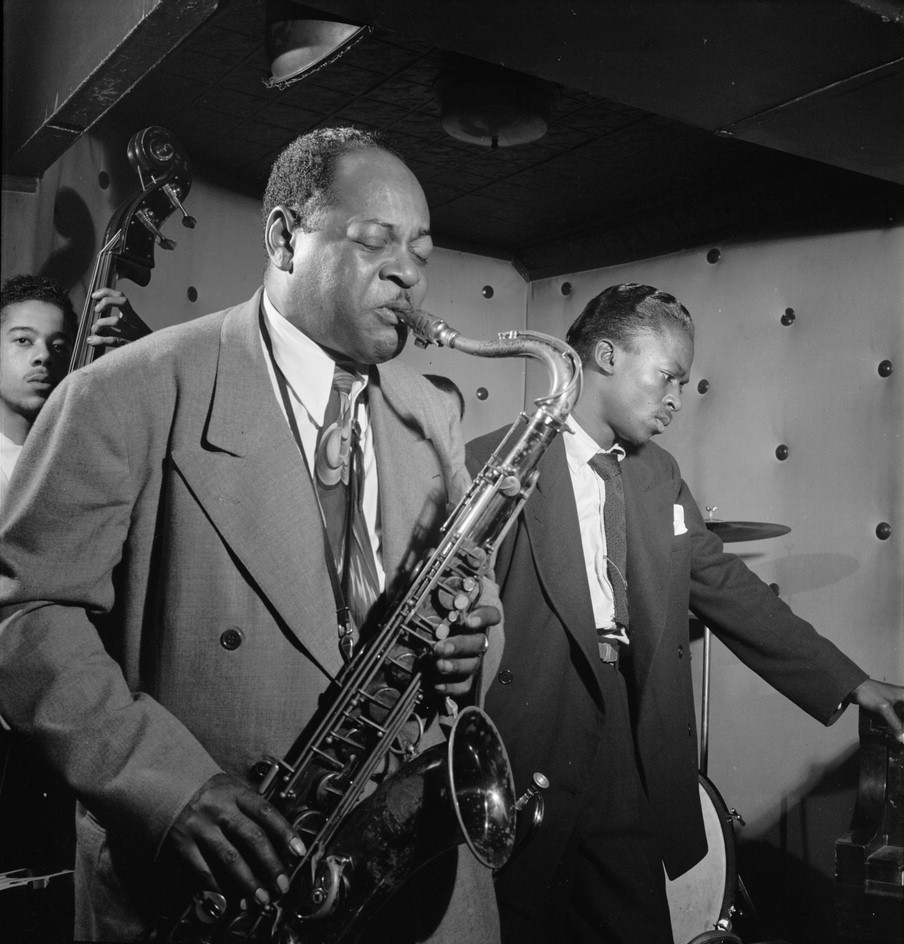
Coleman Hawkins und Miles Davis, etwa September 1947.
Fotografie von William P. Gottlieb.

Angesichts der schwierigen Arbeitsmöglichkeiten war Hawkins froh, zum ersten Jazzfestival in Paris im Marigny-Theater und weiteren Konzerten eingeladen zu werden. Dort spielte er mit Howard McGhee, Erroll Garner, John Lewis und Kenny Clarke, der in Paris bleiben sollte. Zurück in den USA arbeitete er meist als freischaffender Musiker; doch es drängte ihn nach einer erneuten JATP-Tournee und nachlassendem Interesse des Publikums, wieder in Europa zu arbeiten. In Paris stellte er eine Formation für eine Tournee nach London und Brüssel zusammen, zu der Clarke und James Moody gehörten. Wieder in Paris, nahm er mit Clarke und Pierre Michelot für Vogue „Sophisticated Lady“ auf.
Zeitweise hatte Hawkins Alkoholprobleme, da er an Depressionen erkrankt war; außerdem litt er darunter, von manchen Kritikern als „veraltet“ abgestempelt zu werden. Mit dem Rückgang der Bebop-Welle stieg sein Stern im Zuge des zunehmenden Interesses am Mainstream Jazz wieder. Zudem wurde er von den jungen Kollegen der Bop-Szene bewundert; im September 1950 fand die einzige Studiobegegnung mit Charlie Parker für den Film Improvisation statt. Ende 1950 bildete er eine kurzlebige Formation mit Kenny Drew, Tommy Potter und Art Taylor, die es als Ehre betrachteten, mit ihm zu spielen. Im Herbst ’51 konnte er einen Plattenvertrag mit Decca abschließen; die Aufnahmen waren jedoch wenig befriedigend, da die Firma von ihm eingängige Versionen von Popsongs mit Streichern erwartete. 1953 verlängerte er daher den Vertrag nicht und spielte in einer Gruppe mit Roy Eldridge, zu der Art Blakey und Horace Silver gehörten, mit der aber keine Aufnahmen existieren. Bei Savoy erschien 1954 entstand eine erste LP unter Hawkins Namen, die jedoch kein geschlossenes Album ist, sondern eine Ansammlung von älteren und jüngeren Session in teilweise katastrophaler Klangqualität. Mit Illinois Jacquet tourte er 1954 durch amerikanische Militärstützpunkte in Europa.

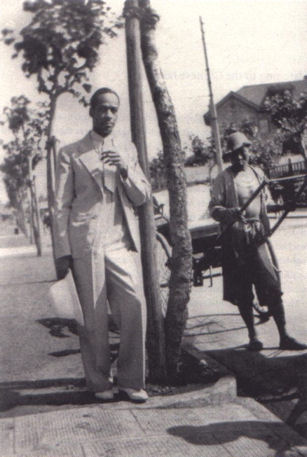
Buck Clayton

Im Sommer 1954 wirkte er an Jamsessions mit, die unter dem Namen von Buck Clayton von Columbia produziert wurden und zu den ersten Langspielplatten gehörten. Hier trafen vor allem Musiker aus dem alten Basie Orchester aufeinander.
Auf dem Newport Jazz Festival 1956 wurde Hawk gefeiert; 1956 begleitete er Billie Holiday bei ihrem letzten Konzert in der New Yorker Carnegie Hall. Nach einigen Alben für die Label Jazztone, Coral, Urania nahm er für RCA Victor (Hawk in HiFi mit Streichorchester) und Riverside auf. Für letztere entstand im März 1957 The Hawk Flies High, mit dem er an die glanzvollen Bebop-Jahre anknüpfte. Dabei griff er auf Musiker dieser Zeit zurück, J. J. Johnson, Hank Jones, Oscar Pettiford und Idrees Sulieman, der aus dem Monk-Umfeld stammte, während Jo Jones und Barry Galbraith eher dem Mainstream Jazz zuzurechnen waren. Trotz der anwesenden Bopper war es eher eine Antwort Hawkins’ auf die Back to the Roots-Tendenzen im damals aktuellen Hard Bop; Blues und Gospel spielen hier eine fundamentale Rolle.
Schließlich hatte Hawk 1957 Gelegenheit einige Alben für Granz’ neues Label Verve einzuspielen; so sein Duett mit Ben Webster, das auf Coleman Hawkins Encounters Ben Webster erschien, und kurz danach mit dem Oscar Peterson Trio auf dem Album The Genius of Coleman Hawkins. Er nahm zunehmend eine Elder Statesman-Rolle im Jazz ein, stellte sich aber immer wieder Herausforderungen. Seine Offenheit für neuere Strömungen hat er in Aufnahmen mit Max Roach und Sonny Rollins demonstriert, mit denen er die Freedom Now Suite aufnahm; dann wirkte er an der Seite von John Coltrane an Monks Album Monk’s Music mit und spielte mit Eric Dolphy in der Begleitband von Abbey Lincoln. Am Ende des Jahres war er an der legendären Fernsehproduktion The Sound of Jazz beteiligt, wo er bei „Fine and Mellow“ ein letztes Mal mit Lester Young zusammentraf. Daneben spielte er Mitte der 1950er meist im Metropole und in der 7th Avenue beim Times Square ohne feste Formation und wirkte an Aufnahmesessions von J. J. Johnson, Charlie Shavers, Red Allen und Cootie Williams/Rex Stewart mit.
Schon 1958 begann Hawkins Platten für das Label Prestige einzuspielen, beginnend mit dem gemeinsam mit Tiny Grimes geleiteten Swingtet, mit dem Bluesgroove entstand; es folgten Alben wie Soul, Hawk Eyes, At Ease und Night Hawk mit wechselnden Begleitbands, in denen Hawkins auf die junge Hardbop-Generation traf, wie Ray Bryant, Ron Carter, Kenny Burrell, Tommy Flanagan und Red Garland. Musikalisch nahm er in dieser Phase Anklänge von Soul, Rhythm and Blues und Hardbop hinzu; sein breiter, vibratoreicher Tenorklang war wieder gefragt.
Unmittelbar vor dem Tod seines langjährigen Rivalen Lester Young, als dieser nach jahrelangem, fast ununterbrochenem Alkohol- und Marihuana-Genuss nur noch ein Schatten seiner selbst war, hatte Hawkins, obwohl er früher als Young zu Starruhm gelangte, nach Einschätzung des Kritikers Joachim Ernst Berendt noch immer seine alte, unzerstörbare Vitalität und Kraft.

### Die letzten Jahre (1960–1969)

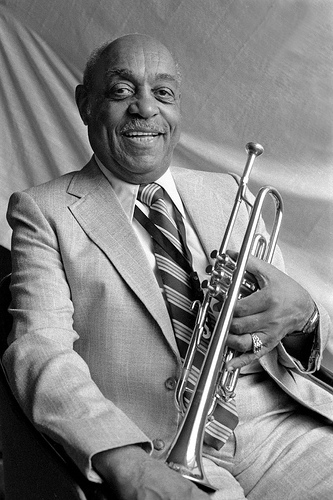
Benny Carter

Im April 1960 trat er in Essen mit Pettiford, Kenny Clarke und Bud Powell auf;
1960/61 kam es zu einer „Reunion“ mit Benny Carter; zunächst auf Hawkins eigenem Album Bean Stalkin’, dann mit Carters Impulse-Album Further Definitions, einem „remake“ ihrer legendären Paris-Session von 1937 mit Grappelli und Django Reinhardt. 1962 tourte er mit Duke Ellington und nahm in Quartettbesetzung das Impulse-Album Today and Now auf; 1963 lieferte er sich in Newport ein Duell mit Sonny Rollins und 1963/1964 war er wieder mit Jazz at the Philharmonic auf Tour; ansonsten spielte er im Village Gate mit seiner neuen Begleitband aus Flanagan, Major Holley und Eddie Locke.
Eine neue Krise entstand, als er sich als Sechzigjähriger mit drei Kindern in eine Zwanzigjährige verliebte, die ihn aber bald wieder verließ; noch stärkere Depressionen und Alkoholexzesse folgten. 1964 wurden die Auftritte seltener; Anfang 1965 trat er im Five Spot mit Eddie Locke, Barry Harris und Buddy Catlett auf. Bei Hawkins, der schon immer ein starker Trinker war, machte sich der hohe Alkoholkonsum auch äußerlich bemerkbar: „Der einst so gepflegte Mann hörte auf sich zu rasieren und zum Friseur zu gehen (…) Seine Kleidung wurde ungepflegt und auch sein schleppender Gang und sein nun gebrechlich wirkender Körper waren typisch für einen alten Mann“.
Norman Granz gehörte zu den wenigen verbliebenen Freunden, die versuchten, ihm zu helfen; er holte ihn 1966 noch einmal zu Jazz at the Philharmonic (Solo „September Song“). Obwohl die Tournee zu den geglückteren Momenten seiner späten Jahre gehörte, waren die Zeichen des Verfalls unübersehbar; der Kritiker Arrigo Polillo schrieb damals: „Sollte dieser bärtige und ungepflegte Mann, der älter als siebzig Jahre zu sein schien, tatsächlich er, Coleman Hawkins sein? Man wollte seinen eigenen Augen nicht trauen. Seinen Ohren durfte man trauen, und das war das Erstaunliche; trotz allem war der Hawk immer noch ein großer Meister.“
Nachdem er im selben Jahr in Oakland auf der Bühne kollabierte, musste Hawkins ins Krankenhaus. Er erholte sich noch einmal, machte aber auf der Europa-Tour 1967 mit Oscar Petersons Trio einen so deprimierenden Eindruck, dass Ralph Gleason sogar vermutete, er wolle sterben. Hawk, der immer eine Vorliebe für elegante Anzüge hatte, „sah wie ein struppiger Vagabund aus.“ In Barcelona wurde er ausgebuht; während das Londoner Publikum einen passabel spielenden Hawkins erleben durfte. Am 13. Februar entstanden bei einer Dänemark-Tournee seine letzten Aufnahmen für Storyville mit Kenny Drew und NHOP, die ihn noch einmal in überraschend guter Form zeigten; „ein passender Abschluss nach einer so langen Aufnahmekarriere“, so Teddy Doering.

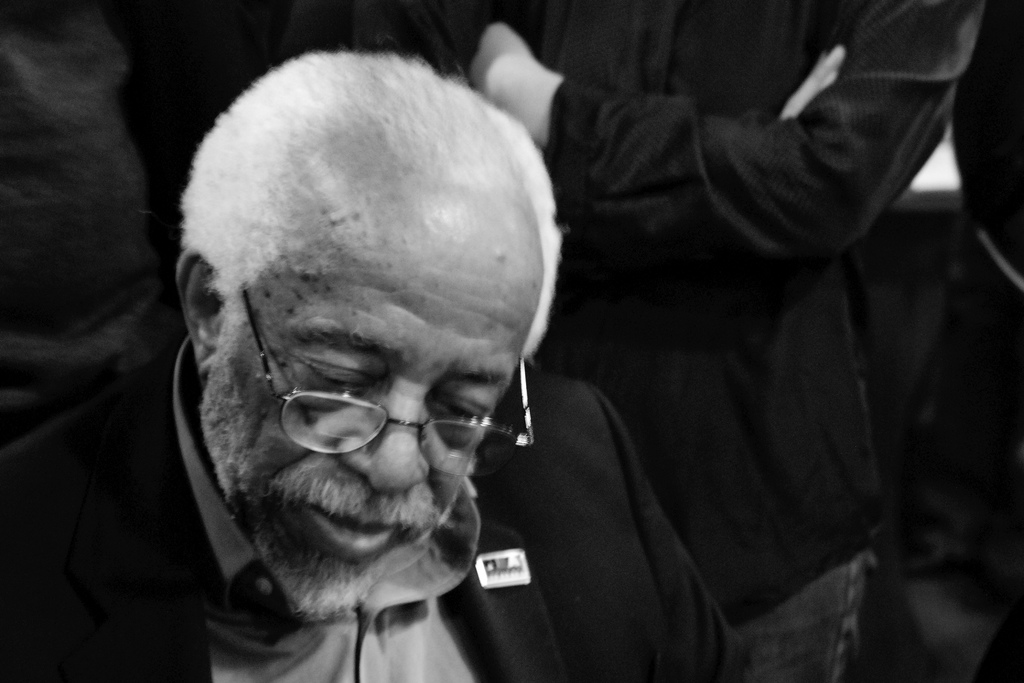
Barry Harris

Im Januar 1969 verstarb seine Mutter im Alter von 96 Jahren, was ihn noch tiefer in die Depression fallen ließ. Den Rest des Winters verbrachte Hawkins meist in seinem New Yorker Appartement; aber im März spielte er im Fillmore East; in Chicago kam es anlässlich einer Fernseh-Produktion zu einem letzten Treffen mit Roy Eldridge und Barry Harris. Nach seiner Rückkehr kam es zum völligen Zusammenbruch; diagnostiziert wurde eine bronchiale Lungenentzündung und eine allgemeine Schwäche durch Unterernährung. Barry Harris sorgte für seine Einlieferung in das Wickersham Hospital, wo ihn einige wenige Freunde noch besuchten, Monk, die „Jazz-Baroness“ Nica und der New Yorker „Jazzpfarrer“ John Gensel. Er starb am 19. Mai 1969. Das noch in Chicago aufgezeichnete Programm wurde im ganzen Land als Gedächtnissendung ausgestrahlt.
Am 28. September 1999 wurde der Asteroid (8147) Colemanhawkins nach ihm benannt.

### Die Trauerfeierlichkeiten

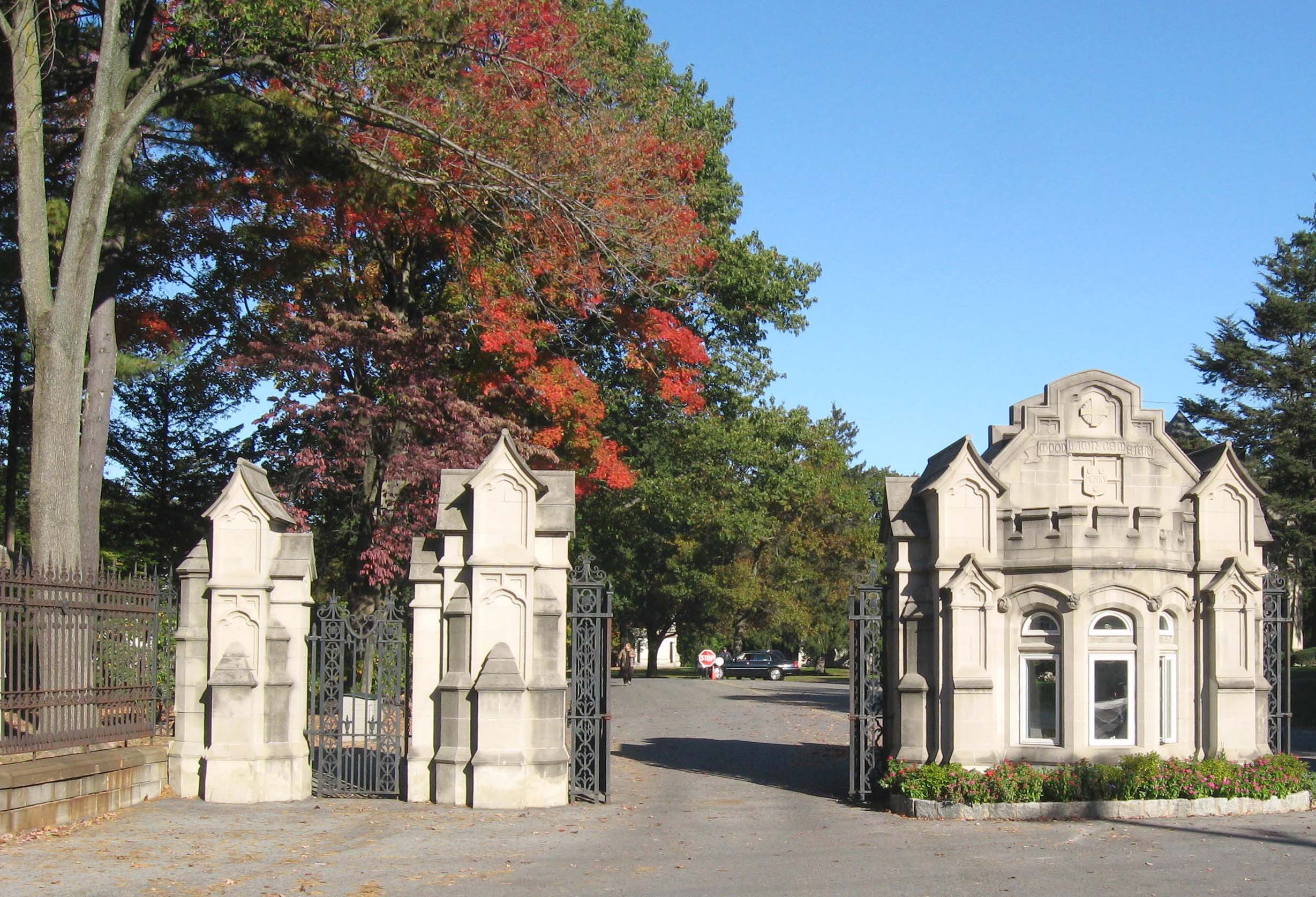
Eingang des Woodlawn Cemetery an der Jerome Avenue

Hawkins’ Trauerfeier und Begräbnis fanden am 23. Mai in der St. Peter’s Lutheran Church in Manhattan beziehungsweise auf dem Woodlawn Cemetery in der Bronx statt; Eddie Locke war von Hawkins’ Familie gebeten worden, die Sargträger zu organisieren. Dies waren Zutty Singleton, Zoot Sims, Major Holley, Big Nick Nicholas und Roy Eldridge. Eine große Schar bedeutender Kollegen war gekommen, so Dizzy Gillespie, Johnny Hodges, Illinois Jacquet, Yusef Lateef, Charles Mingus, Ornette Coleman, Horace Silver, Jackie McLean, Charlie Shavers, Clifford Jordan und viele andere, um Dolores Hawkins, ihren Sohn Rene und die Töchter Mimi und Colette zu begleiten. Nach der Predigt las die Ehefrau von Howard McGhee ein eigenes Gedicht, Hold Out Your Hand; Roland Hanna spielte eines von Hawkins Lieblingsstücken, Robert Schumanns „Träumerei“, gefolgt von seiner eigenen Komposition „After Paris“. Thad Jones spielte am Flügelhorn sein Stück „Say It Softly“. Außerdem waren Hunderte von Fans in die Kirche gekommen; weitere, die keinen Einlass gefunden hatten, standen außen auf der Lexington Avenue. Wenige Tage nach seiner Beerdigungsfeier ernannte das Repräsentantenhaus seines Heimatstaates Missouri Coleman Hawkins zu ihrem Ehrenbürger. Am 25. Mai wurde die Fernsehshow lokal ausgestrahlt, an der Hawkins zuletzt noch mitgewirkt hatte. In überarbeiteter Form, versehen mit Beiträgen von Dan Morgenstern, Eldridge, Harris, Truck Parham und Bob Cousins wurde sie im Juli landesweit übertragen. Dabei sang Eddie Jefferson den Songtext, den er über Hawkins’ Version von „Body and Soul“ geschrieben hatte.

## Seine Musik und Bedeutung

### Die Entwicklung von Coleman Hawkins’ Stil
Coleman Hawkins, der oft als der „Erfinder“ des Tenorsaxophons bezeichnet wurde, wehrte sich gegen diese Zuschreibung und erwähnte frühe Saxophonisten wie Happy Cauldwell in Chicago oder Stump Evans aus Kansas City. „Wenn er nicht der erste war, der Saxophon gespielt hat, so war er doch der erste, der seine vielen Möglichkeiten entdeckt, seinen Klangcharakter festgelegt und seine Technik perfektioniert hat“, so Arrigo Polillo in einer Würdigung, „derjenige, der dem Instrument (und nicht nur dem Tenor, sondern der ganzen Familie der Saxophone) in der zweiten Hälfte der zwanziger Jahre in der Jazzwelt Geltung verschafft hat“.
„Ich spielte sehr laut“, erinnerte sich Hawkins 1967 in einem Downbeat-Interview, „und benutzte ein sehr hartes Rohrblatt, weil ich versuchen musste, meine Soli über sieben oder acht gleichzeitig spielenden Blasinstrumenten durchzuführen. Meine Klangfülle hat sich so entwickelt, während ich diese Rohrblätter ausprobierte und im Laufe des Abends immer wieder die Mundstücke wechselte. Ich musste es mit Leuten wie Armstrong, Charlie Green, Buster Bailey und Jimmy Harrison aufnehmen.“ Polillo schrieb weiter: „Die erste Platte, auf der Hawkins zeigte, dass er inzwischen die volle Meisterschaft auf seinem Instrument und einen persönlichen Stil entwickelt hatte, ist The Stampede von 1926. Diese (frühe) Aufnahme bildete für alle Saxophonisten ihrer Zeit ein Vergleichskriterium.“ Nach Ansicht von Martin Kunzler leitete diese Platte „den Siegeszug eines Instruments ein, das zuvor im Jazz ein nicht minder kümmerliches Dasein geführt hatte“. „Er war der Erste, der es wirklich als Instrument spielte“, so Ronnie Scott.
„Sein früher Stil war noch von der Klarinetten-Spielweise des Instruments beeinflusst“, so Carlo Bohländer; „in den dreißiger Jahren war seine Akkordmelodik in zunehmendem Maße durch harmonische Erweiterungen, punktierte Achtelnotenbewegung und Legato-Artikulation gekennzeichnet. Seine reiche Erfindungsgabe ließ ihn Phrasen immer wieder fortspinnen und ohne Ruhepunkte aneinanderreihen.“ So war es die eher unbeabsichtigte Aufnahme von Body and Soul, die Hawks Position endgültig festigte; „zur großen Überraschung von Hawk wurde es seine berühmteste und meistverkaufte Aufnahme und gilt als ein immer wieder zitiertes Beispiel für Jazzimprovisation.“

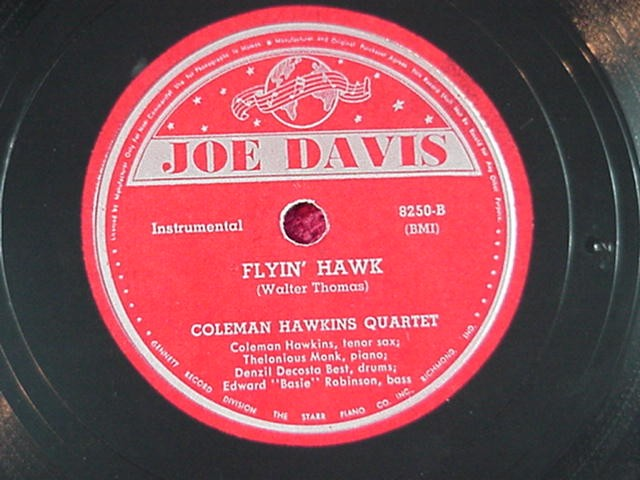
Coleman Hawkins und Thelonious Monk: „Flyin’ Hawk“: Aufnahme vom 19. Oktober 1944

Es waren die Aufnahmen von 1939 und der frühen vierziger Jahre, die den Kern seines Schaffens ausmachen: „When Lights are Low“, 1939 in einer Session mit Lionel Hampton entstanden, dann „Sweet Lorraine“ und „The Man I Love“ von 1943 mit Eddie Heywood, Oscar Pettiford und Shelly Manne. Seinen Rang im aufstrebenden Bebop zeigen seine Sessions für das Label Apollo im Februar 1944, als der Saxophonist mit kleinen Combos auf der 52nd Street arbeitete. Er war einer der allerersten Musiker seiner Generation, die dem Bop Respekt und Vertrauen entgegenbrachten und „setzte sich für deren Aufnahmen ein, die ein neues Kapitel in der Geschichte des Jazz eröffnen sollten“. Obwohl für ihn selbst diese musikalische Ausdrucksweise neu war, nahm er mit Pettiford, Dizzy Gillespie und Max Roach Titel wie „Rainbow Mist“, „Yesterdays“ und die Bebop-Nummern „Woody'n You“, „Disorder at the Border“ und „Bu Dee Dah“ auf, die ihm den Respekt der damaligen Avantgarde-Musiker einbrachten.
Hawkins zeichnete „ein runder, voller, vibratoreicher und expressiver Ton aus“, so Carlo Bohländer. Martin Kunzler hebt die Autorität seines Spiels, das Vibrato, die rhapsodierende Grundhaltung, seine gewaltige Motorik in schnellen Zügen und die romantische Dimension seines Balladen-Interpretation hervor. Der Autor zitiert Miles Davis mit den Worten: Indem ich Hawk hörte, habe ich Balladen spielen gelernt. Paul Gonsalves betrachtete Hawkins „als eine der größten Musikerpersönlichkeiten des Jahrhunderts, die ihren persönlichen Stil nie zur Masche haben werden lassen.“
Teddy Doering nennt chronologisch fünf Merkmale von Hawkins’ Personalstil:
„Ein überraschender, prägnanter Einstieg, gewissermaßen ein Springen in ein Solo“, zu hören in Hawkins’ frühen Titeln wie „Whenever There's a Will“ mit den Cotton Pickers, „Sugar Foot Stomp“ (1931) mit Fletcher Henderson oder noch in der Pariser Session in „Crazy Rhythm“ (1937).
„Das Erfinden einer einfachen Riff-Melodie, die dann mit leichten Abwandlungen mehrmals wiederholt wird“. Dieses Stilmittel verwendete er nach seiner Rückkehr in die Vereinigten Staaten 1939 bis etwa 1944 in „One O’Clock Jump“ oder „Esquire Bounce“ mit den Esquire All-Stars.
„Die Balladentechnik; sie ist spätestens seit 1929 voll entwickelt und gehört zu seinen größten Leistungen“. Doering nennt hier Hawkins’ „Ornamentik, die individuelle Verschönerung des Grundthemas im melodischen Bereich sowie die harmonische Erforschung und Veränderung der zugrunde liegenden changes.“
„Das Fetzen in schnellen Stücken.“ Als Beispiel führt der Autor den Gershwin-Standard „The Man I Love“ an oder die bei JATP-Liveauftritten angewandte Methode der R&B-Musiker, kurz angehackte Wiederholungen zu spielen, das „Kreischen“ in hoher Lage über zwei oder drei Noten hinweg, rasende Läufe, um das Publikum zu beeindrucken.
„Seine Spielweise der letzten Jahre mit ihren kurzen, manche sagen: kurzatmigen Phrasen“. Doering ist der Ansicht, dass Hawkins, der in den letzten Jahren Atemprobleme hatte, das Beste daraus machte und sich bemühte, „diese Kurzphrasen, diese motivische Improvisation, zu überzeugenden Aussagen zusammenzubauen.“

### Die unterschiedlichen Spielauffassungen von Hawkins und Lester Young

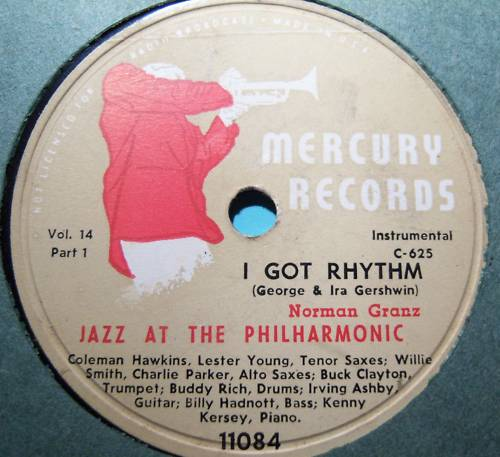
Hawkins und Lester Young auf der Mercury-78er „I Got Rhythm“ vom JATP-Konzert im April 1946

Teddy Doering führt in seiner Hawkins-Biographie aus, dass die späten 1930er Jahre von der Rivalität der Tenorsaxophonisten Hawkins und Lester Young geprägt waren. Spätestens mit der berühmten Jam-Session 1934 war Hawkins auf einen ebenbürtigen Rivalen gestoßen. Sein erster Auftritt nach seiner Rückkehr aus Europa 1939 war dann mit diesem Zusammentreffen verbunden. Trotz seines Erfolgs mit „Body and Soul“ musste er „aber feststellen, dass die nächste Generation von Tenoristen fast ausnahmslos der Spielweise von Lester Young folgte. Vordergründig liegt der Hauptunterschied im Stil der beiden Musiker im Ton. Hawks breiter, vibratoreicher, expressiver und aggressiv wirkender Ton steht im schroffen Gegensatz zu der subtilen, introvertierten, lyrischen und zurückhaltenden Auffassung von Lester Young.“ Als weiteren Unterschied sieht Doering in den Improvisationen: Hawkins legte diese vertikal an, „d. h. die Changes waren ihm wichtiger als die Melodien. In Melodien sah er nur aufgelöste Akkorde. Ganz anders dagegen Lester Young; seine Auffassung war eher linear: Die Melodielinien, die er erfand, waren ihm wichtig. In rhythmischer Hinsicht verharre Hawkins ‚auf seinen 4/4 mit seinen regelmäßigen punktierten Noten‘, während Young sich von diesem rhythmischen Konzept löste.“

### Die „Hawkins-Schule“

Ben Webster

Hawkins’ Stil war schon in den 1930er Jahren Vorbild für Zeitgenossen wie Ben Webster und den früh verstorbenen Chu Berry, die seine direkten Nachfolger bei Fletcher Henderson waren. „Ben Webster gelang es sogar, diesen (Hawkins)-Ton und die damit verbundene Expressivität noch zu steigern, während sich Chu Berry bemühte, Hawk in seiner Ornamentik zu übertreffen.“
Später beeinflusste sein Sound eine ganze Generation – sein Biograph Teddy Doering spricht von der „Hawkins-Schule“ – von Swing, R&B- und Bop-Spielern wie Illinois Jacquet, Arnett Cobb, Lucky Thompson, Dexter Gordon und Sonny Rollins, ferner Don Byas, der seine Stärke in der Gestaltung von Balladen sah, und Eddie „Lockjaw“ Davis mit seiner rauen, vorantreibenden und aggressiven Spielweise, und schließlich die Blues-Tenorsaxophonisten wie Hal Singer, Houston Person, Al Sears, Jack McVea und Jimmy Forrest. um nur einige zu nennen. Doering erwähnt außerdem die R&B-Saxophonisten, die sich auf Hawkins bezogen, wie Big Jay McNeely, Bull Moose Jackson oder Sam „the Man“ Taylor. Hinzu kamen zahlreiche weiße Musiker, die in den großen Swing-Orchestern spielten, wie Sam Donahue, Flip Phillips, Tex Beneke, Vido Musso oder Georgie Auld.

## Bedeutende Einspielungen
- 1923 – Dicty Blues (Fletcher Henderson Orchestra)
- 1929 – The Stampede (Fletcher Henderson Orchestra)
- 1929 – Hello Lola, One Hour (Mound City Blue Blowers)
- 1933 – Jamaica Shout – (1. Session von Coleman Hawkins and His Orchestra)
- 1935 – I Wish I Were Twins – (Coleman Hawkins acc. by The Rambles)
- 1937 – Honeysuckle Rose, Crazy Rhythm, Out of Nowhere, Sweet Georgia Brown (Coleman Hawkins All-Star Jam band, Paris)
- 1939 – When Lights Are Low (Lionel Hampton and His Orchestra)
- 1939 – Body and Soul – (Coleman Hawkins and His Orchestra)
- 1943 – The Man I Love – (Coleman Hawkins Quintet, mit E.Heywood und O. Pettiford)
- 1944 – On the Bean – (Coleman Hawkins Quartett mit Thelonious Monk)
- 1946 – Bean and the Boys – (mit Fats Navarro, J. J. Johnson, Milt Jackson, Curly Russell, Max Roach)
- 1948 – Picasso (C. H. solo)
- 1957 – Blues for Yolande (C.H., Ben Webster und Oscar Peterson)

## Diskografie (Auswahl)

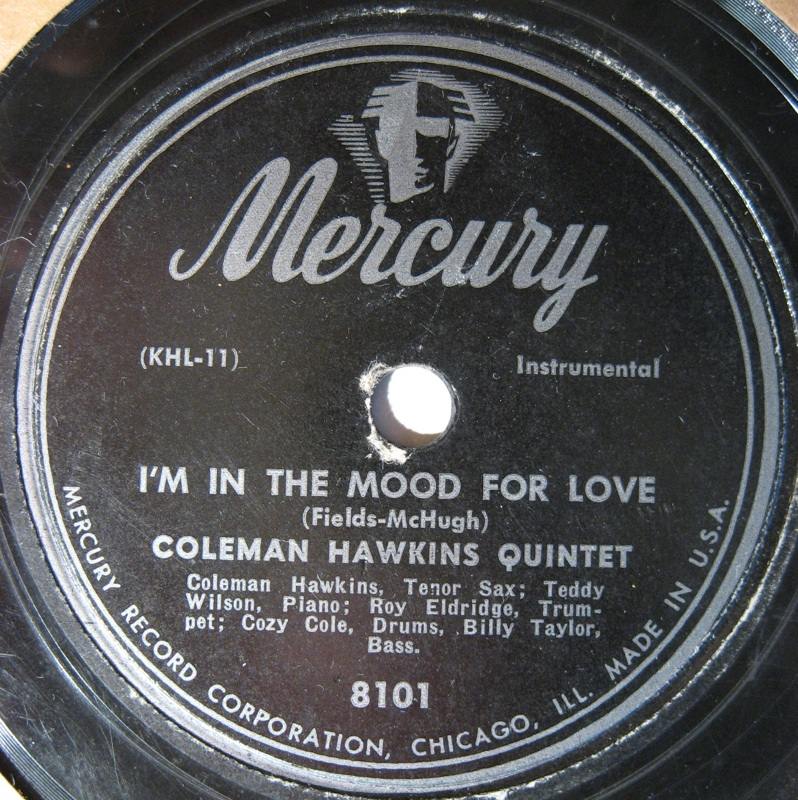
Coleman Hawkins-Session mit Roy Eldridge und Teddy Wilson, bei der am 31. Januar 1944 unter anderem „I’m in the Mood for Love“, für das Label Keynote aufgenommen wurde. 1948 wurde der Titel von Mercury übernommen.

- Das frühe Werk der 78-er Schallplatten-Ära von 1929 bis 1950 ist umfassend auf der Classics (Jazz)-Reihe dokumentiert
- 1922–1947: Classic Coleman Hawkins Sessions (Mosaic Records)[41]
- 1939: Body and Soul (Bluebird)
- 1944: The Complete Coleman Hawkins on Keynote (Mercury)
- 1946: Bird and Pres – The ’46 Concerts Jazz at the Philharmonic
- 1951: Body and Soul Revisited (Decca/GRP)
- 1955: The Stanley Dance Sessions (Lonehill Jazz, 1955–1958)
- 1956: The Hawk in Hi-Fi (Bluebird)
- 1957: The Genius of Coleman Hawkins (Verve)
- 1957: At the Opera House (Verve)
- 1957: The Hawk Flies High (Prestige/OJC)
- 1958: Soul (Prestige/OJC)
- 1959: Coleman Hawkins Encounters Ben Webster (Verve)
- 1960: At Ease with Coleman Hawkins, Night Hawk (Prestige/OJC)
- 1961: The Hawk Relaxes (Prestige/OJC)
- 1962: Verve Jazz Masters 34 (Verve, guter Überblick über das Schaffen auf dem Clef-Label 1944–1962)
- 1962: Today and Now, Desafinado (Impulse)
- 1966: Supreme (Enja)

Auf der bei Riverside erschienenen Doppel-LP Coleman Hawkins – a Documentary (RLP 12-119) erzählt er aus seinem Leben.